# Boissy-le-Repos
Boissy-le-Repos település Franciaországban, Marne megyében. Lakosainak száma 233 fő (2022. január 1.). Boissy-le-Repos Vauchamps, Bergères-sous-Montmirail, Charleville, Corfélix, Le Gault-Soigny és Le Thoult-Trosnay községekkel határos.

## Népesség
A település népességének változása:
| Lakosok száma | 121  | 129  | 154  | 211  | 209  | 226  | 220  | 227  | 230  | 233  |
|               | 1968 | 1982 | 1990 | 2006 | 2013 | 2015 | 2017 | 2019 | 2020 | 2022 |